# Ajka
Ajka (in tedesco Eickau) è una città di 29.998 abitanti situata nella contea di Veszprém, nell'Ungheria nord-occidentale.

## Storia
Nell'ottobre 2010 nel suo territorio si è verificato un disastro ecologico dovuto al crollo di una diga che tratteneva residui chimici di una fabbrica di alluminio.

## Amministrazione

### Gemellaggi
- Cristuru Secuiesc, Romania
- Rovaniemi, Finlandia
- Unna, Germania
- Weiz, Austria